# Våld (musikalbum)
Våld är ett album från 1991 av Anders F Rönnblom. Inspelat och mixat på endast fyra dagar.

## Låtlista
1. Våld - 4:00
2. Mer än Amerika - 4:25
3. Aska och damm - 4:18
4. En viskning från Nastassja Kinski - 4:05
5. Skuggspel - 3:40
6. Långfingret - 3:50
7. Hon sköt en yuppie idag - 6:15
8. Kyss min hand och min tamburin - 4:35
9. Brända skepp - 4:50
10. Kungarike - 3:30
11. Det finns stunder i detta land 4:40
12. Lagom hårt (Live) - 5:29 (Bonusspår på F-box utgivningen)
13. Måsarna lämnar Gotland och hela Sverige tittar på (Live) 6:13 (Bonusspår på F-box utgivningen)